# Boeing CH-47 Chinook
Boeing CH-47 Chinook je ameriški dvomotorni tandem transportni helikopter proizvajalca Boeing. Poimenovan je indijanskem plemenu Chinook. Uporablja se za prevoz vojakov, tovora, artilerijskih orožij in drugo. Ima veliko nakladalno rampo na repu in tri kavlje za eksterni tovor. s hitrostjo 315 km/h je bil v 1960ih eden izmed najhitrejših helikopterjev. Na izgled deluje zelo velik, vendar je precej lažji kot Mil Mi-26 ali  Sikorsky CH-53E Super Stallion. CH-47 zaradi tandem konfiguracije lahko prevaža tovore, ki niso pod centrom gravitacije (težišča) za razliko od enorotornih helikpterjev.
Chinooka je zasnovalo podjetje Boeing Vertol v šestdesetih, zdaj ga proivzaja Boeing Rotorcraft Systems. Je eden izmed helikopterjev z najdaljšim časom proizvodnje, do zdaj so proizvedli več kot 1200 helikopterjev. Uporablja ga 16 držav po svetu. Ameriška vojska ga namerava uporabljati vsaj do leta 2038.

## Načrtovanje
V petdesetih je ameriška vojska hotel nov turbinski helikopter za zamenjavo batnega Sikorsky CH-37 Mojave. . Turbinski se je zelo izkazal na helikopterju UH-1 "Huey". Sprva so nameravali zgraditi manjši helikopter, potem so zaradi potreb po transportiranju opreme zgradili precej večji helikopter
Vertol je začel z delom na tandem helikopterju z oznako Vertol Model 107 ali V-107 leta 1957.Junija 1958 je Vertol dobil pogodbo za YHC-1A.Ta helikopter se ni ravno izakazal, zato so začeli z  YCH-1B, ki se je pozneje razvil v CH-47A Chinook

## Tehnične specifikacije
- Posadka: 3 (pilot, kopilot, inženir)
- Kapaciteta: 33–55 vojakov,24 nosil ali 28.000 lb (12.700 kg) tovora
- Dolžina: 98 ft 10 in (30,1 m)
- Premer rotorja: 60 ft 0 in (18,3 m)
- Višina: 18 ft 11 in (5,7 m)
- Površina diska rotorja: 5.600 ft2 (520 m2)
- Prazna teža: 23.400 lb (10.185 kg)
- Naložena teža:26.680 lb (12.100 kg)
- Maks. vzletna teža: 50.000 lb (22.680 kg)
- Motorja: 2 × Lycoming T55-GA-714A turbogredni, 4.733 Km (3.631 kW) vsak

- Maks. hitrost: 170 knots (196 mph, 315 km/h)
- Potovalna hitrost: 130 kt (149 mph, 240 km/h)
- Dolet: 400 nmi (450 mi, 741 km)
- Bojni radij: 200 nmi (370,4 km)
- Dolet (prazen): 1.216 nmi(1.400 mi, 2.252 km[102])
- Največja višina: 18.500 ft (5.640 m)
- Hitrost vzpenjanja: 1522 ft/min (7,73 m/s)
- Razmerje moč/masa: 0,28 hp/lb (460 W/kg)